# Asiatischer Blüten-Hartriegel
Der Asiatische Blüten-Hartriegel (Cornus kousa) ist eine Pflanzenart in der Gattung Hartriegel (Cornus) aus der Familie der Hartriegelgewächse (Cornaceae).

## Beschreibung
Der Asiatische Blüten-Hartriegel ist ein langsam wachsender, laubabwerfender Strauch oder Baum, der Wuchshöhen von bis etwa 10 m (Cornus kousa subsp. chinensis bis 6 m) erreicht. Der von einer glatten, grau-braunen Rinde bedeckte Stamm erreicht einen Durchmesser von bis 35 cm. Die oberen Zweige sind aufrecht, die unteren Zweige dagegen waagerecht gehalten und etagenförmig angeordnet. Die Zweige sind im ersten Jahr kurz behaart, ab dem zweiten Jahr jedoch kahl. 
Die gegenständig angeordneten, kurz gestielten, oberseits dunkelgrünen, leicht ledrigen, unterseits helleren Laubblätter sind 4 bis 11 cm lang und 3 bis 5 cm breit. Sie sind eiförmig bis elliptisch, zugespitzt und ganzrandig und tragen vier bis fünf Paare von nach vorne weisenden Leitbündeln. Sehr häufig sind die Blätter mehr oder weniger behaart, vor allem unterseits. Die Blattränder sind oft wellig.

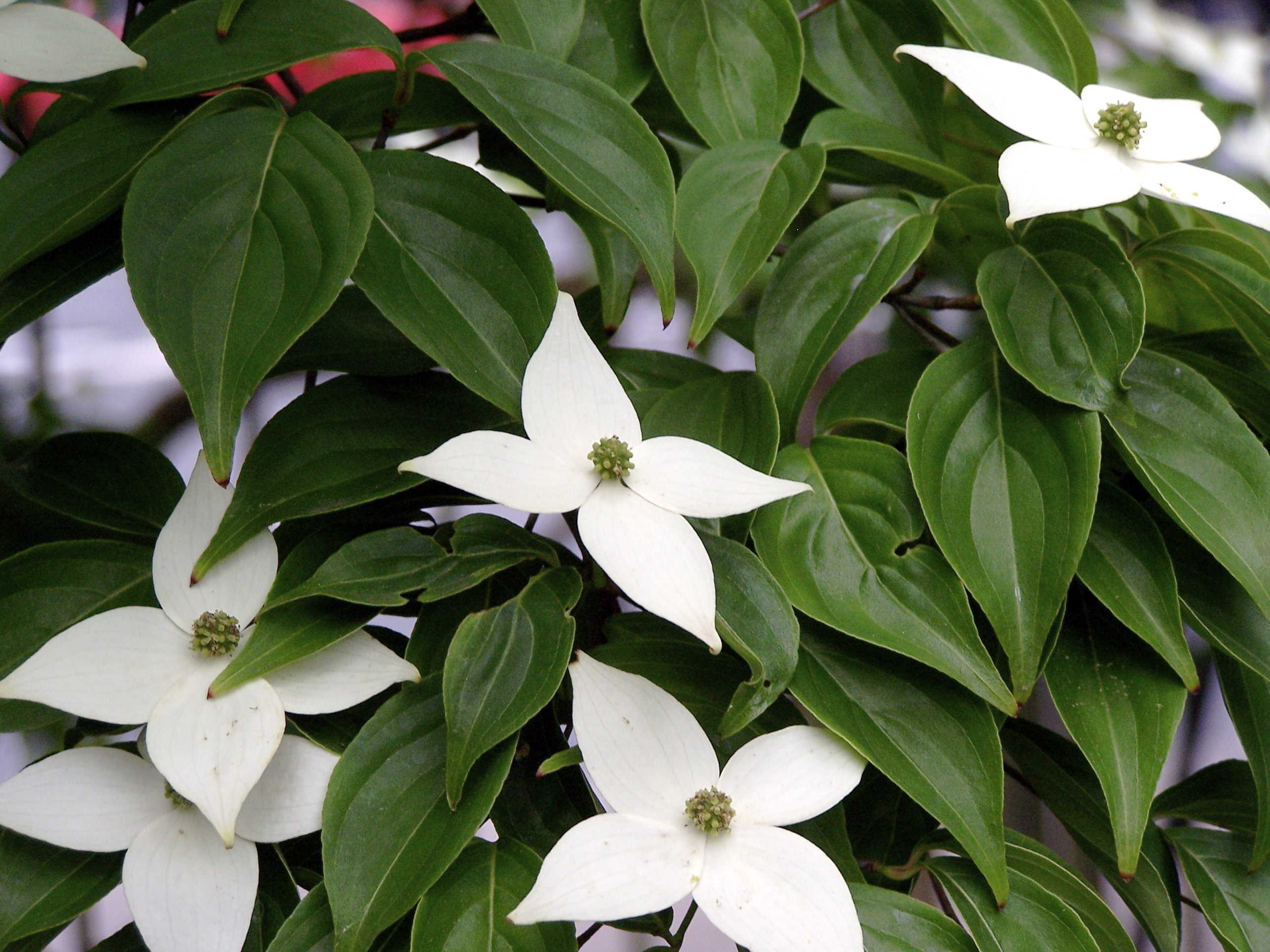
Asiatischer Blüten-Hartriegel (Cornus kousa)

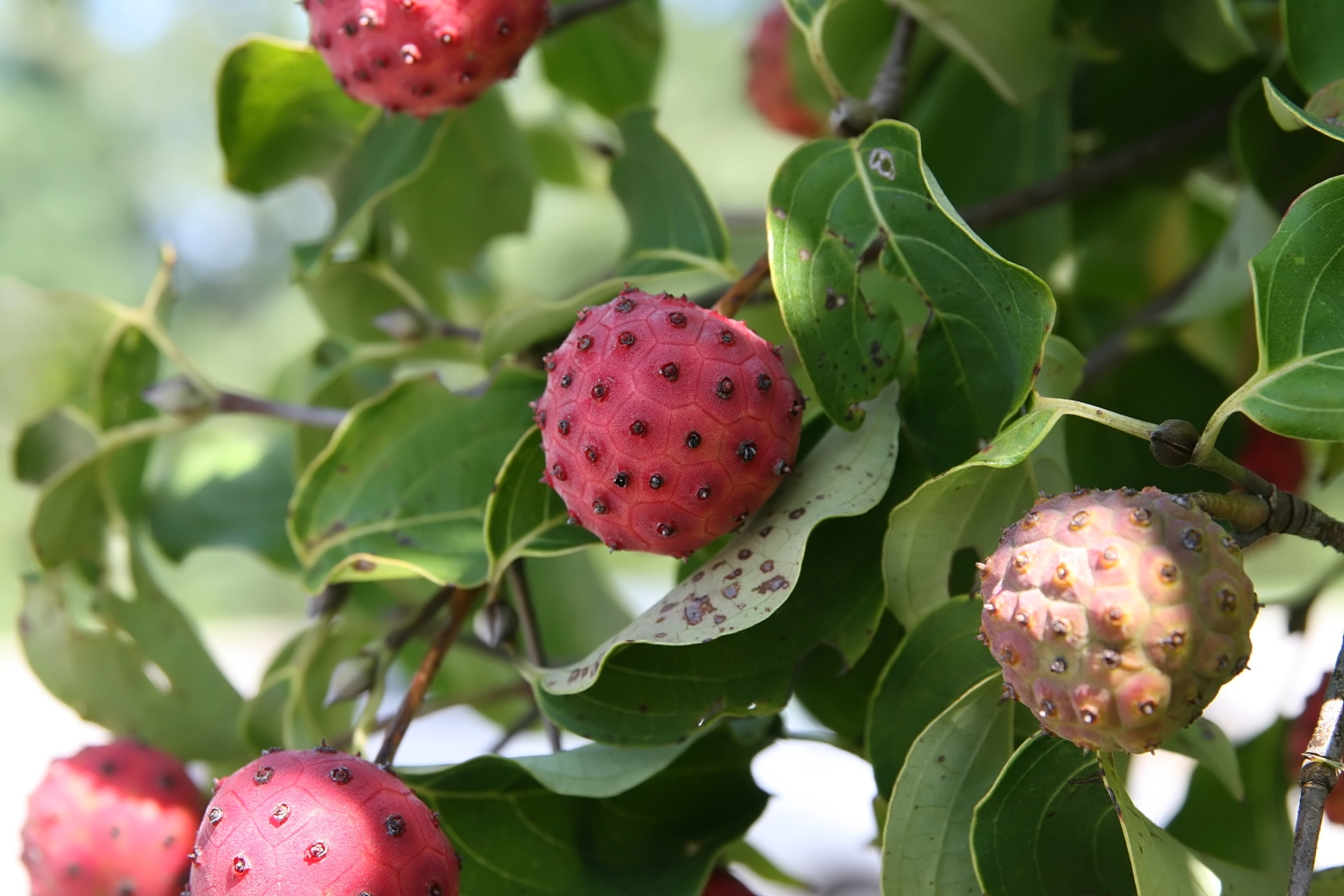
Asiatischer Blüten-Hartriegel (Cornus kousa) mit Früchten

Die Blütenstände sind Scheinblüten (Pseudanthien), in denen die 20 bis 40 sehr kleinen, echten Blüten in kugeligen Dolden von etwa 1 cm Durchmesser angeordnet sind. Der blütenähnliche Charakter der Scheinblüten wird durch vier große, weiße bis cremefarbene Hochblätter unterstrichen, die die winzigen echten Kronblätter der Einzelblüten ersetzen.
Die Früchte einer Dolde vereinigen sich zu einem lang gestielten, runden Steinfruchtverband, der blass rötlich bis leuchtend orange-rot gefärbt ist und einen Durchmesser von etwa 1 bis 2 cm hat.
Die Chromosomenzahl (der Unterart subsp. chinensis) beträgt 2n = 22.

## Vermehrung
Die Vermehrung kann über Stecklinge oder aus Samen erfolgen. Um eine hohe Rate an Keimlingen zu erhalten, ist es wichtig, das Fruchtfleisch, in dem Keimhemmstoffe enthalten sind, von den Samenkernen zu entfernen. Als Substrat eignet sich beispielsweise eine Mischung aus Schwarztorf und Quarzsand. Bei Überwinterung im Kalthaus keimen die Samen im nächsten Frühjahr.

## Unterarten und ihre Verbreitung
Die Art kommt aus den gemäßigten Zonen Ostasiens. Man kann folgende Unterarten unterscheiden:
- Cornus kousa subsp. kousa wächst in Japan (außer Hokkaidō) und Korea,
- Cornus kousa subsp. chinensis (Osborn) Q.Y.Xiang wächst in der Volksrepublik China und Taiwan.

Im natürlichen Verbreitungsgebiet kommen die Pflanzen an Waldrändern und Flussufern vor, angepflanzt auch als Begrünung von Straßenrändern.

## Verwendung
Die Art ist wegen ihrer großen und dekorativen Hochblätter und auch der Früchte als Zierpflanze in Kultur. Blütezeit ist je nach Standort Mai bis Juli, die Früchte reifen im Herbst. Bevor das Laub im Spätherbst abgeworfen wird, färbt es sich leuchtendgelb bis scharlachrot.
Die Früchte sind genießbar. Das orangefarbene Fruchtfleisch ist bei reifen Früchten süßlich und erinnert geschmacklich an Mango oder Melone, allerdings verhindern die ledrige Schale und gelartige Konsistenz des Fruchtfleisches eine größere Beliebtheit. Aus den in Alkohol eingelegten Früchten wird eine Art Fruchtlikör ähnlich dem Umeshu hergestellt.

## Bilder

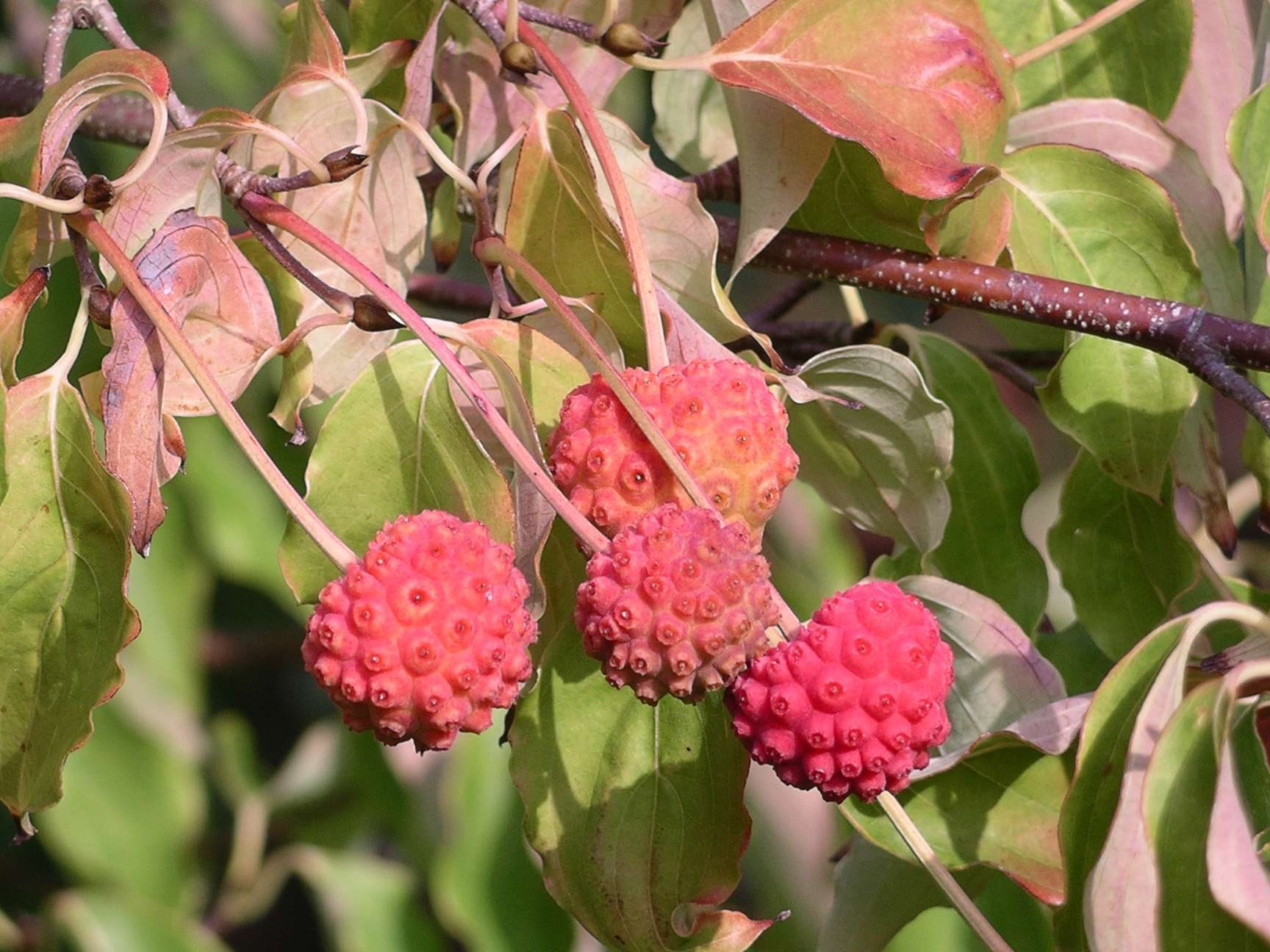
Früchte
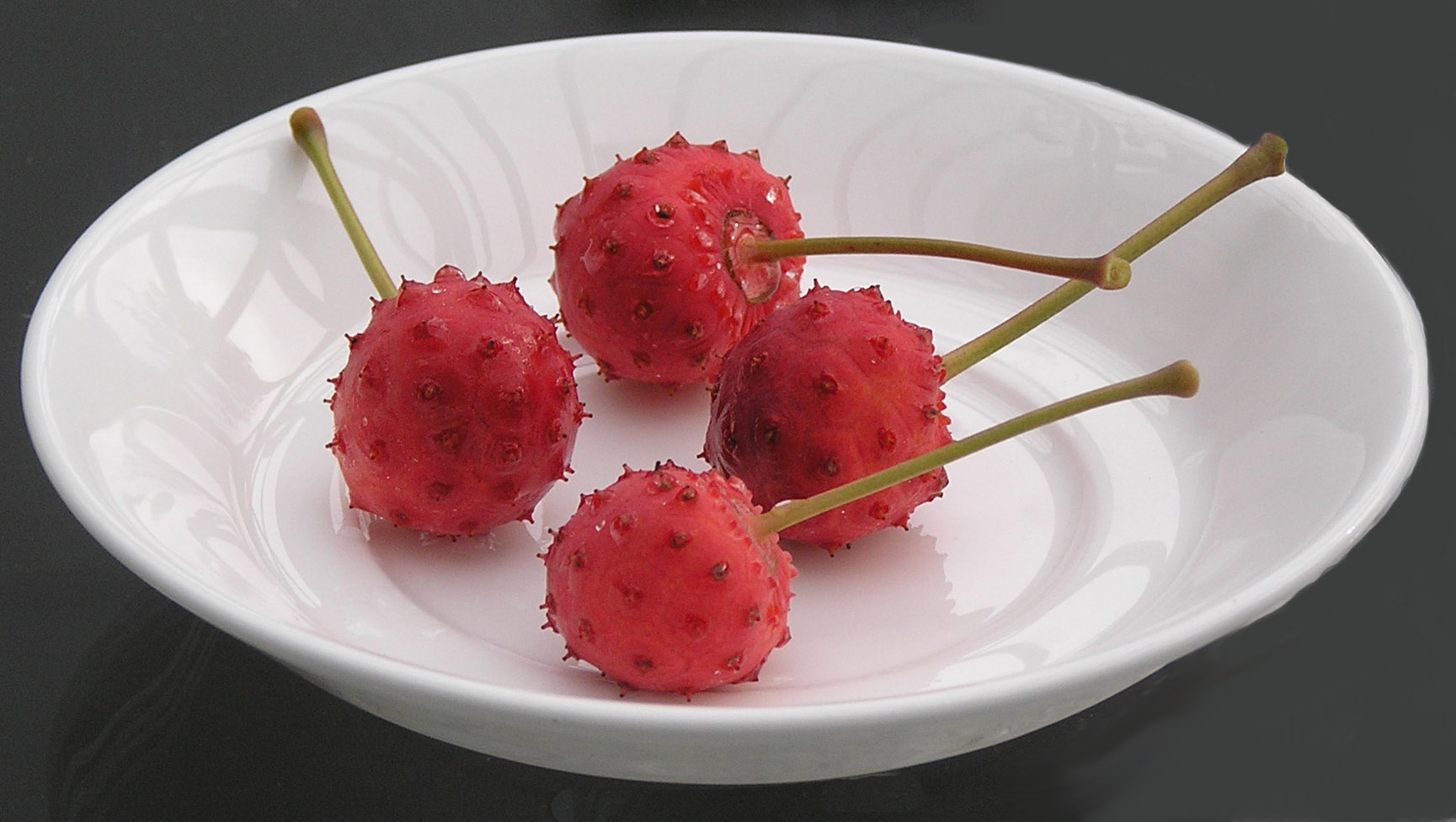
Früchte
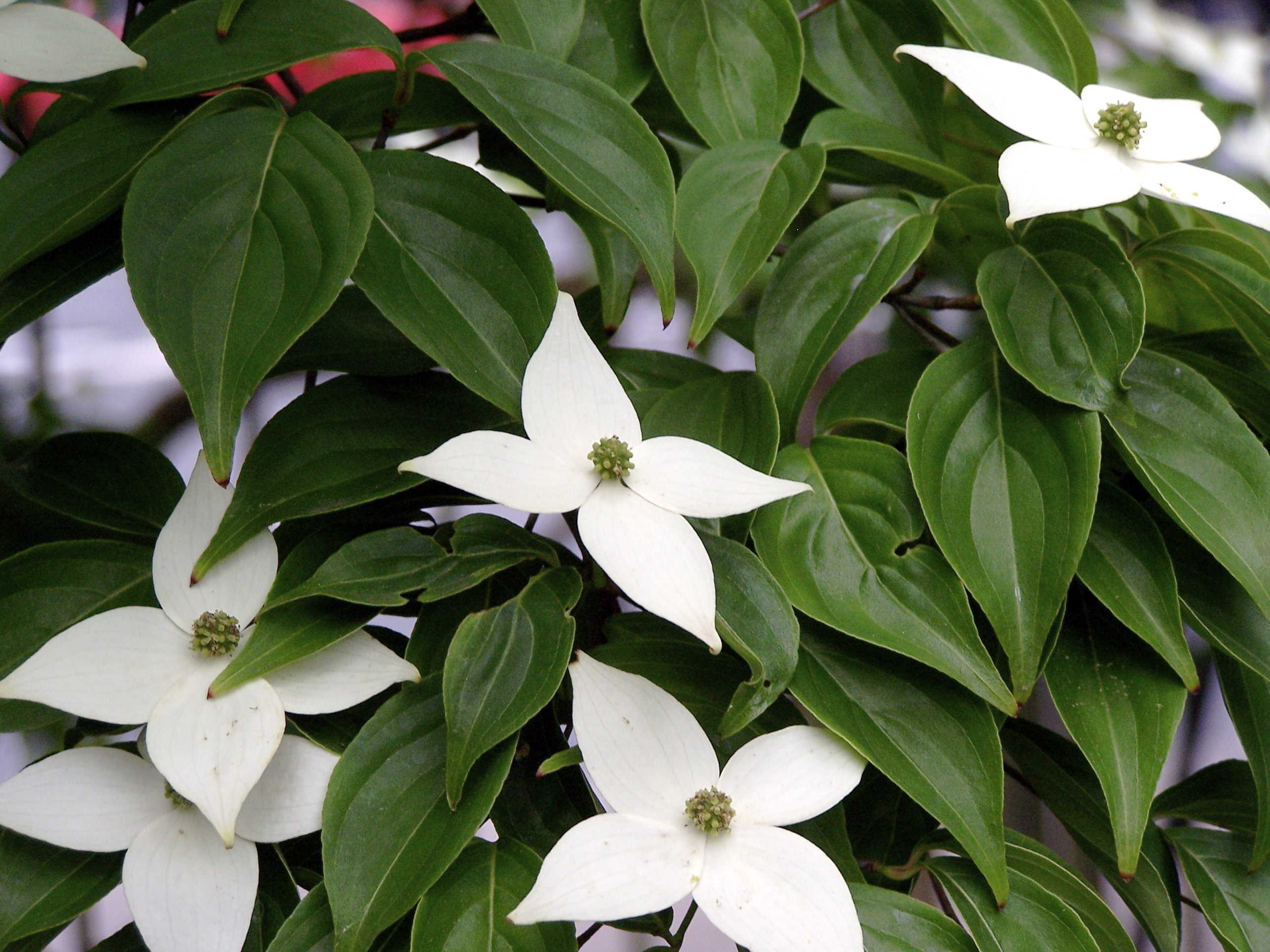
Blütenstände
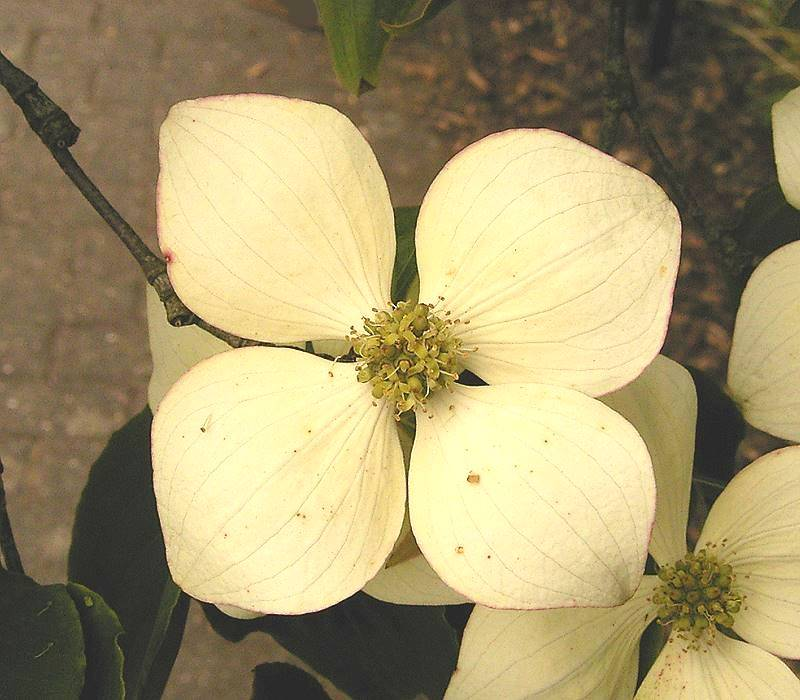
Einzelne Scheinblüte